# Ministerio de Ciencia, Tecnología y Espacio (Israel)
Ministerio de Ciencia, Tecnología y Espacio de Israel su jefe político es el ministro de Ciencia, Tecnología y Espacio de Israel. El cargo de ministro es una de las posiciones más importantes en el gabinete israelí. El actual ministro es Danny Danon del Likud. Raleb Majadele, quien ocupó el cargo entre 2006 y 2009, fue el primer ministro musulmán del país.
El ministro es responsable de definir la política nacional sobre cuestiones relacionadas de la ciencia y tecnología en Israel, y la promoción de la investigación científica y tecnológica, de infraestructura y proyectos. Además, bajo su jurisdicción, actúa para desarrollar el capital humano, aumentar el vigor social y económico de la sociedad israelí, y mantener la igualdad de oportunidades en todos los ámbitos de la ciencia y la tecnología. Entre sus objetivos, el Ministerio constituye un nexo de unión entre la investigación básica, la investigación aplicada y el desarrollo industrial. Otro objetivo central del Ministerio es reforzar, además de iniciar, colaboraciones científicas con otros países y organizaciones internacionales.
El puesto ha sufrido varios cambios de nombre:
- 1982-1984: Ministerio de Ciencia y Desarrollo
- 1984-1988: Ministerio de Ciencia y Tecnología
- 1988-1993: Ministerio de Ciencia y Desarrollo
- 1993-1996: Ministerio de Ciencia y Arte
- 1996-1997: Ministerio de Ciencia
- 1997-1999: Ministerio de Ciencia y Tecnología
- 1999: Ministerio de Ciencia
- 1999-2002: Ministerio de Ciencia, Cultura y Deporte
- 2003-2004: Ministerio de Ciencia y Tecnología
- 2006-2009: Ministerio de Ciencia, Cultura y Deporte
- 2009-2013: Ministerio de Ciencia y Tecnología
- 2013-presente: Ministerio de Ciencia, Tecnología y Espacio[2]

Entre 1949 y 1999, y nuevamente entre 2003 hasta 2006, cultura fue incluida en la cartera del ministro de Educación. Del mismo modo, deporte formó parte de la cartera del ministro de Educación entre 1994 y 1999, y nuevamente entre 2003 y 2006. Al iniciar el gobierno de Benjamin Netanyahu en marzo de 2009, las áreas de cultura y deportes se separaron del Ministerio de Ciencia y Tecnología, formando el Ministerio de Cultura y Deporte. En abril de 2013, el Ministerio añadió "Espacio" a su nombre para promover la investigación y tecnología del espacio sideral.
El cargo de viceministro de Ciencia y Tecnología sólo ha sido ocupado una vez, entre 1990 y 1991.

## Lista de ministros
| N.º | Ministro           | Partido              | Inicio                   | Final                    | Notas                                                                      |
| --- | ------------------ | -------------------- | ------------------------ | ------------------------ | -------------------------------------------------------------------------- |
| 1   | Yuval Ne'eman      | Likud                | 26 de julio de 1982      | 13 de septiembre de 1984 |                                                                            |
| 2   | Gideon Patt        | Likud                | 13 de septiembre de 1984 | 22 de diciembre de 1988  |                                                                            |
| 3   | Ezer Weizman       | Alineamiento         | 22 de diciembre de 1988  | 15 de marzo de 1990      |                                                                            |
| 4   | Yuval Ne'eman      | Likud                | 11 de junio de 1990      | 21 de enero de 1992      |                                                                            |
| 5   | Amnon Rubinstein   | Meretz               | 13 de julio de 1992      | 31 de diciembre de 1992  |                                                                            |
| 6   | Shimon Sheetrit    | Laborista            | 13 de julio de 1992      | 7 de junio de 1993       |                                                                            |
| 7   | Shulamit Aloni     | Meretz               | 7 de junio de 1993       | 18 de junio de 1996      |                                                                            |
| 8   | Benny Begin        | Likud                | 18 de junio de 1996      | 16 de enero de 1997      |                                                                            |
| 9   | Benjamin Netanyahu | Likud                | 18 de junio de 1996      | 9 de julio de 1997       |                                                                            |
| 10  | Michael Eitan      | Likud                | 9 de julio de 1997       | 13 de julio de 1998      |                                                                            |
| 11  | Silvan Shalom      | Likud                | 13 de julio de 1998      | 6 de julio de 1999       |                                                                            |
| 12  | Ehud Barak         | Un Israel            | 6 de julio de 1999       | 5 de agosto de 1999      |                                                                            |
| 13  | Matan Vilnai       | Un Israel, Laborista | 5 de agosto de 1999      | 2 de noviembre de 2002   |                                                                            |
| 14  | Eliezer Sandberg   | Shinui               | 28 de febrero de 2003    | 19 de julio de 2004      |                                                                            |
| 15  | Ilan Shalgi        | Shinui               | 24 de julio de 2004      | 29 de noviembre de 2004  |                                                                            |
| 16  | Victor Brailovsky  | Shinui               | 29 de noviembre de 2004  | 4 de diciembre de 2004   |                                                                            |
| 17  | Matan Vilnai       | Laborista            | 28 de agosto de 2005     | 23 de noviembre de 2005  | Inicialmente ministro interino, fue nombrado permanente el 7 de noviembre. |
| 18  | Roni Bar-On        | Kadima               | 18 de enero de 2006      | 4 de mayo de 2006        |                                                                            |
| 19  | Ophir Pines-Paz    | Laborista            | 4 de mayo de 2006        | 1 de noviembre de 2006   |                                                                            |
| 20  | Yuli Tamir         | Laborista            | 5 de noviembre de 2006   | 21 de marzo de 2007      | Ministro interino.                                                         |
| 21  | Raleb Majadele     | Laborista            | 21 de marzo de 2007      | 31 de marzo de 2009      |                                                                            |
| 22  | Daniel Hershkowitz | La Casa Judía        | 31 de marzo de 2009      | 18 de marzo de 2013      |                                                                            |
| 23  | Yaakov Peri        | Yesh Atid            | 18 de marzo de 2013      | 14 de mayo de 2015       |                                                                            |
| 24  | Danny Danon        | Likud                | 14 de mayo de 2015       | 27 de agosto de 2015     |                                                                            |
| 25  | Ofir Akunis        | Likud                | 27 de agosto de 2015     | En el cargo              |                                                                            |

### Viceministros
| N.º | Viceministro   | Partido | Inicio                  | Final                 |
| --- | -------------- | ------- | ----------------------- | --------------------- |
| 1   | Geula Cohen    | Tehiya  | 25 de junio de 1990     | 31 de octubre de 1991 |
| 2   | Tzipi Hotovely | Likud   | 29 de diciembre de 2014 | 14 de mayo de 2015    |